# 室田哲男
室田 哲男（むろた てつお、1959年12月5日 - ）は、日本の総務官僚、政策科学者。消防庁国民保護・防災部長や、広島市副市長、危険物保安技術協会理事長等を経て、政策研究大学院大学教授、東京大学生産技術研究所研究顧問。学位は博士（政策研究）（政策研究大学院大学・2021年）

## 人物・経歴
兵庫県神戸市出身。六甲高等学校を経て、1984年東京工業大学（現東京科学大学）大学院社会工学専攻修了（工学修士）、自治省入省、茨城県庁出向。1989年富山県財政課長。1998年大阪市経済局参事。2001年宮内庁長官官房参事官。2003年福岡県総務部次長。2007年総務省自治行政局合併推進課長。2008年国土交通省河川局水政課長。
2011年総務省自治行政局地域政策課長。2012年消防庁総務課長。2013年消防庁国民保護・防災部長。2015年から広島市副市長を務め、平成26年8月豪雨による広島市の土砂災害を受けて、警戒避難体制整備にあたるなどした。2017年危険物保安技術協会理事長。2018年明治大学ガバナンス研究科兼任講師、みずほ銀行証券部顧問。2019年砂防・地すべり技術センター理事。2020年日本防炎協会常務理事。2021年災害対策トレーニングセンター支援会監事。同年政策研究大学院大学博士（政策研究）。
政策研究大学院大学防災・危機管理コース特別講師災害対策トレーニングセンターカリキュラム評価委員、日本危機管理士機構講師を経て、2023年政策研究大学院大学教授、防災・危機管理コースディレクター、東京大学生産技術研究所研究顧問、内閣府戦略的イノベーション創造プログラム（SIP）第3期課題「スマート防災ネットワークの構築」サブ・プログラムディレクター、北海道大学広域複合災害研究センター客員教授。2024年日本気象協会評議員選定委員会外部委員。専門は災害対策、危機管理。

## 著書
- 『欧州統合とこれからの地方自治 : 欧州連合の壮大な実験』日本法制学会 2002年
- 『地方公営企業』（満田誉, 松崎茂と共著）ぎょうせい 2002年
- 『自治体の災害初動対応 : 近年の災害対応の教訓を活かす』近代消防社 2018年
- 『国難災害と緊急消防援助隊 : 急消防援助隊の災害対応力の強化に向けて』近代消防社 2022年